# Mocquerysia
Mockerysia es un género con dos especies de plantas de flores perteneciente a la familia Salicaceae. 

## Especies seleccionadas
- Mocquerysia epipetiola
- Mocquerysia multiflora